# Pakhal

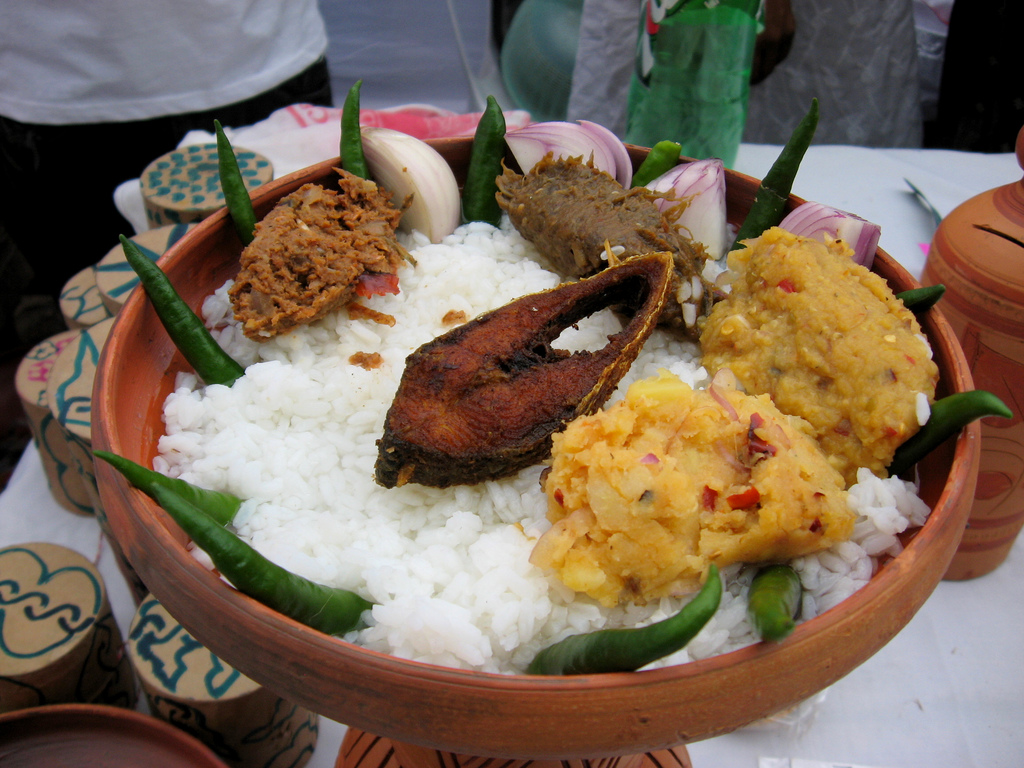
Pakhal ilish, una fuente tradicional de pakhal con rodaja de hilsa frita, completado con pescado frito (shukhua en oriya y shutki en bengalí).

Pakhal es un término oriya para un plato indio consistente en arroz cocido fermentado en agua. La parte líquida se llama turani. Es un plato tradicional, que lleva también cuajada, pepino, cebolla frita y hojas de menta. Se sirve popularmente con verduras asadas (patata, berenjena, etcétera) o pescado frito.
Para prepararlo, se cocina el arroz y se deja enfriar. Se fríe semilla de comino y se muele. Se añade al arroz el comino, cuajada, hoja de cilantro y sal al gusto, y se sirve con pescado frito y verdura frita.
Es un plato popular en Orissa, Bengala, Assam, Jharkhand y Chhattisgarh. Se ha recomendado el consumo de pakhal para prevenir los golpes de calor. En Bangladés y Bengala Occidental se conoce como panta bhat o pani bhat, y en Assam como poita bhaat.

## Historia
No se sabe cuándo el pakhal fue incluido por vez primera en la dieta diaria del este de la India, pero aparece en la receta del Templo de Jagannātha de Puri. Este templo fue construido en el siglo X, por lo que el plato ya existía en esa época.